# Erechthias simulans
Erechthias simulans là một loài bướm đêm thuộc họ Tineidae. Loài này có ở Úc, the Solomons, Fiji, Hawaii, Samoa, Ellice, the Society Islands, quần đảo Marquesas, miền đông Africa.
Sải cánh dài 15–20 mm. Con trưởng thành màu đên hoặc nâu đậm với cánh trước màu trắng.
Ấu trùng ăn cây chết và đã được ghi nhận trên các loại cây Coffea, Hibiscus tiliaceus, Samanea saman, Sapindus oahuensis và other trees.
Sự nhộng hóa diễn ra trong một cái kén cứng trong một hang mà con sâu bướm đã sinh sống.

## Hình ảnh

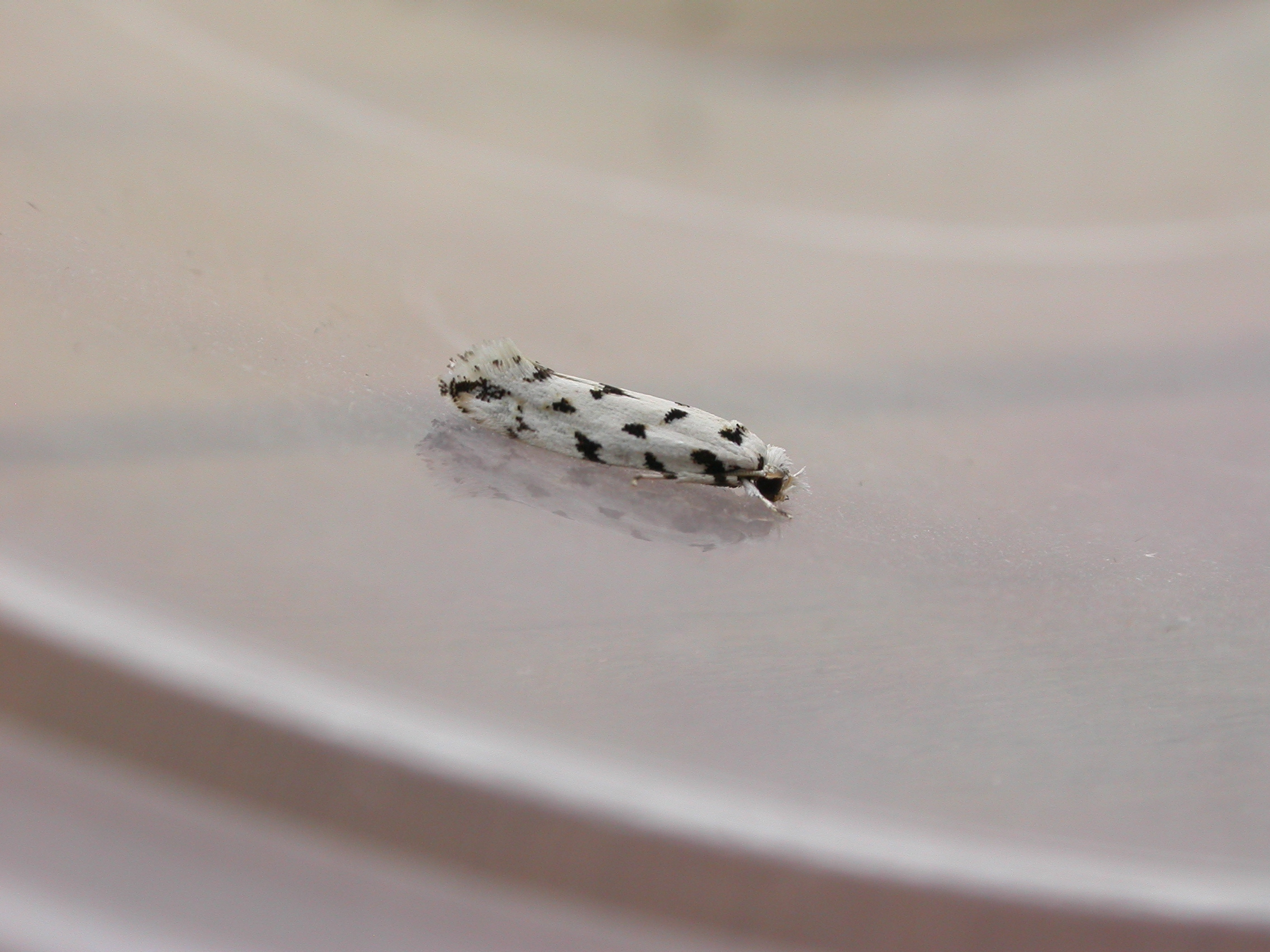